# Політична телереклама
Політи́чна те́лереклама — телевізійний ролик доволі важкий та одночасно дуже поширений вид політичної реклами. Це пов'язано з тим, що телебачення вважається сильним каналом впливу на виборця.
Вперше можливості телебачення для політичної реклами були використанні в США в 1952 році у виборчій кампанії Ейзенхауера, а сьогодні це стало невід'ємною частиною усіх виборчих кампаній.